# VfR Aalen
VfR Aalen (celým názvem: Verein für Rasenspiele 1921 e. V. Aalen) je německý fotbalový klub, který sídlí ve městě Aalen ve spolkové zemi Bádensko-Württembersko. Založení fotbalového oddílu se datuje ke dni 8. března 1921. Od sezóny 2015/16 působí ve 3. lize, třetí německé nejvyšší fotbalové soutěži. Klubovými barvami jsou černá a bílá. Své domácí zápasy klub odehrává na stadionu Scholz Arena. Ta disponuje kapacitou 13 251 míst. Značná rekonstrukce stadionu proběhla již v letech 1999 až 2001. V létě 2012 se uskutečnila prozatím poslední úprava stadionu.
Aalenští mají dvě klubové hymny a obě zkomponovala hudební dvojice Bernd Schmidt a Tim Wassmer. Jedná se o písně "Wir sind der VfR - Das Tor zur Alb" a "Aalener Jungs". Klubové barvy představují černá a bílá.

## Historie
První místo v sezóně 1998/99 znamenalo progres ze čtvrté ligy (Oberliga Baden-Württemberg) do třetí (Regionalliga Süd). Neshody manažera Helmuta Dietterla s trenérem a strůjcem postupového úspěchu Walterem Modickem vedly k Modickovu březnovému propuštění. Sám Dietterle poté trénování mužstva převzal. Situace vyústila v těsné setrvání v Regionallize skrze desáté místo a hlavně díky nové vlně ligových reforem, které snížily počet sestupujících týmů. V novém ročníku 2000/01 se představily nové tváře – trenér Willi Entenmann a fotbalisté Dennis Hillebrand (z TSF Ditzingen), Frank Laviani (z FSV Frankfurt), Laszlo Kanyuk (z SC Freiburg) a Michael Butrej (z SC Austria Lustenau). Sezóna pro Aalen skončila sedmou příčkou.
VfR Aalen vstoupil do dalšího ročníku 2001/02 se sloganem „Wir wollen mehr“ („Chceme více“), čímž naznačil postupové ambice směrem ke 2. Bundeslize. Trenérského křesla se znovu ujal Dietterle, a to poté co byl propuštěn Willi Entenmann. Dietterle dovedl mužstvo ke čtvrtému místu a pouhé tři body mužstvu scházely k obsazení postupových pozic. Naneštěstí pro Aalen však nebylo ani v následujících letech dosaženo předsevzaného. Menší náplastí roku 2002 se stalo vítězství v poháru WFV, celkově již páté. V lednu 2003 Dietterle odstoupil z funkce, kterou převzal dosavadní asistent Peter Zeidler. V sezóně 2003/04 se opakovala dva roky stará situace – na postupovou třetí pozici protentokrát chyběly jen dva body. Vítězstvím v poměru 8:0 nad FSV 08 Bissingen se Aalen zmocnil pošesté poháru WFV.
Nestabilita výkonů a výsledků ročníku 2004/05 vedla k další trenérské výměně. Petera Zeidlera nahradil bývalý hráč VfR Aalen Slobodan Pajič. Oproti umístění z předešlé sezóny si celek pohoršil o osm míst a skončil tedy až na 12. místě. Pro sezónu 2005/06 propustil klub Pajiče a namísto toho angažoval trenérskou dvojici Frank Wormuth a Rainer Kraft, přičemž se Wormuth stal hlavním trenérem a Kraft mu asistoval. Změna se projevila konečnou šestou příčkou a vidina druholigové budoucnosti se znovu objevila. V lednu 2007 nahradil Wormutha bývalý bundesligový fotbalista Edgar Schmitt, který u VfR Aalen započal svojí kariéru kouče. Schmitt si vybudoval respekt i sympatie fanoušků a hráčského kádru. Aalen nakonec vybojoval opětovně šestou pozici. Následující sezónu 2007/08 Aalen držel víceméně celé herní období horní příčky, avšak nakonec v boji o první dvě pozice neuspěl a čtvrtým místem si zajistil alespoň účast v nově zavedené 3. lize.
V sezóně 2008/09 disponoval Aalen jedním z nejvyšších rozpočtů v celé soutěži, a to i díky dvěma hlavním sponzorům – společnostem Imtech Deutschland a Scholz AG. Když tým po čtyřech utkáních držel bilanci jedné výhry, dvou remíz a prohry, byl v důsledku propuštěn trenér Schmitt, jehož nahradil Jürgen Kohler. Kohler trénoval mančaft přibližně 80 dní a nasbíral dokonce sedm remízových výsledků, mimo to také po dvou vítězstvích a prohrách. Posléze ovšem odstoupil ze zdravotních důvodů, nicméně ve funkci sportovního ředitele i nadále setrval. Následující utkání odkoučoval asistent Kosta Runjaic, který se pak stal asistentem nově dosazeného trenéra Petrika Sandera. Společné tahy ředitele Kohlera a kouče Sandera vedly k angažování šestice nových hráčů a rovněž k odchodu devíti fotbalistů z původní skupiny. Ale tyto kroky k uskutečnění postupového cíle nesměřovaly, ba výkonnost načala sestupné tendence. Dvě porážky ze strany přímé konkurence dostaly klub do svízelné situace, čtyři poslední kola před koncem držel VfR Aalen sestupovou příčku. Současně odstupující duo Kohler a Sander nahradil Rainer Scharinger, který předtím působil u dorostu TSG 1899 Hoffenheim. Pod Scharingerovým vedením se mužstvo zmohlo na teprve druhé venkovní vítězství, poměrem 4:1, na půdě Stuttgarter Kickers. Proti SC Paderborn Aalenští vybojovali remízu 3:3. Poslední dvě klání však tým těsně prohrál 1:2, a to jak proti postupující Fortuně Düsseldorf, tak proti SpVgg Unterhaching. Tyto výsledky na uchování příslušnosti ve 3. lize nestačily. A tak VfR Aalen sestoupil kvůli konečné 19. pozici se ztrátou jednoho bodu na nesestupové 18. místo.

## Získané trofeje
- WFV-Pokal (7×)
  - 1971/72, 1978/79, 1985/86, 2000/01, 2001/02, 2003/04, 2009/10

## Umístění v jednotlivých sezonách
Stručný přehled
Zdroj:
- 1933–1937: Bezirksliga Württemberg
- 1937–1938: Kreisliga Kocher-Rems
- 1938–1939: Bezirksliga Württemberg
- 1939–1940: Gauliga Württemberg – sk. A
- 1940–1944: Gauliga Württemberg
- 1945–1946: Kreisliga Kocher-Rems
- 1946–1950: Landesliga Württemberg
- 1950–1951: 1. Amateurliga Württemberg
- 1951–1952: II. Division Süd
- 1952–1959: 1. Amateurliga Württemberg
- 1959–1960: 2. Amateurliga Württemberg – sk. C
- 1960–1962: 1. Amateurliga Nordwürttemberg
- 1962–1963: 2. Amateurliga Württemberg – sk. C
- 1963–1964: 1. Amateurliga Nordwürttemberg
- 1964–1968: 2. Amateurliga Württemberg – sk. C
- 1968–1971: A-Klasse Kocher-Rems
- 1971–1972: 2. Amateurliga Württemberg – sk. C
- 1972–1977: 1. Amateurliga Nordwürttemberg
- 1977–1978: 2. Amateurliga Württemberg – sk. C
- 1978–1979: Landesliga Württemberg – sk. B
- 1979–1980: Verbandsliga Württemberg
- 1980–1981: Fußball-Oberliga Baden-Württemberg
- 1981–1983: Verbandsliga Württemberg
- 1983–1987: Fußball-Oberliga Baden-Württemberg
- 1987–1988: Verbandsliga Württemberg
- 1988–1990: Fußball-Oberliga Baden-Württemberg
- 1990–1993: Verbandsliga Württemberg
- 1993–1999: Fußball-Oberliga Baden-Württemberg
- 1999–2008: Fußball-Regionalliga Süd
- 2008–2009: 3. Fußball-Liga
- 2009–2010: Fußball-Regionalliga Süd
- 2010–2012: 3. Fußball-Liga
- 2012–2015: 2. Fußball-Bundesliga
- 2015– : 3. Fußball-Liga

Jednotlivé ročníky
Zdroj:
Legenda: Z - zápasy, V - výhry, R - remízy, P - porážky, VG - vstřelené góly, OG - obdržené góly, +/- - rozdíl skóre, B - body, červené podbarvení - sestup, zelené podbarvení - postup, fialové podbarvení - reorganizace, změna skupiny či soutěže
| Velkoněmecká říše (1933 – 1944)      |                                    |        |     |     |     |     |     |     |     |     |        |
| Sezóny                               | Liga                               | Úroveň | Z   | V   | R   | P   | VG  | OG  | +/- | B   | Pozice |
| 1933/34                              | Bezirksliga Württemberg            | 2      | ... | ... | ... | ... | ... | ... | ... | ... |        |
| 1934/35                              | Bezirksliga Württemberg            | 2      | ... | ... | ... | ... | ... | ... | ... | ... |        |
| 1935/36                              | Bezirksliga Württemberg            | 2      | ... | ... | ... | ... | ... | ... | ... | ... |        |
| 1936/37                              | Bezirksliga Württemberg            | 2      | ... | ... | ... | ... | ... | ... | ... | ... |        |
| 1937/38                              | Kreisliga Kocher-Rems              | 3      | ... | ... | ... | ... | ... | ... | ... | ... |        |
| 1938/39                              | Bezirksliga Württemberg            | 2      | ... | ... | ... | ... | ... | ... | ... | ... |        |
| 1939/40                              | Gauliga Württemberg – sk. A        | 1      | 10  | 2   | 2   | 6   | 15  | 33  | -18 | 6   | 5.     |
| 1940/41                              | Gauliga Württemberg                | 1      | 22  | 9   | 4   | 9   | 62  | 59  | +3  | 22  | 7.     |
| 1941/42                              | Gauliga Württemberg                | 1      | 18  | 7   | 2   | 9   | 29  | 30  | -1  | 16  | 6.     |
| 1942/43                              | Gauliga Württemberg                | 1      | 18  | 5   | 1   | 12  | 24  | 49  | -25 | 11  | 8.     |
| 1943/44                              | Gauliga Württemberg                | 1      | 18  | 6   | 4   | 8   | 35  | 41  | -6  | 16  | 6.     |
| Americká okupační zóna (1945 – 1949) |                                    |        |     |     |     |     |     |     |     |     |        |
| Sezóny                               | Liga                               | Úroveň | Z   | V   | R   | P   | VG  | OG  | +/- | B   | Pozice |
| 1945/46                              | Kreisliga Kocher-Rems              | 2      | ... | ... | ... | ... | ... | ... | ... | ... |        |
| 1946/47                              | Landesliga Württemberg             | 2      | 22  | ... | ... | ... | 66  | 49  | +17 | 24  | 5.     |
| 1947/48                              | Landesliga Württemberg             | 2      | 22  | ... | ... | ... | 47  | 34  | +13 | 29  | 2.     |
| 1948/49                              | Landesliga Württemberg             | 2      | 24  | ... | ... | ... | 48  | 29  | +19 | 28  | 5.     |
| Německo (1949 –)                     |                                    |        |     |     |     |     |     |     |     |     |        |
| Sezóny                               | Liga                               | Úroveň | Z   | V   | R   | P   | VG  | OG  | +/− | B   | Pozice |
| 1949/50                              | Landesliga Württemberg             | 2      | 24  | ... | ... | ... | 49  | 39  | +10 | 27  | 5.     |
| 1950/51                              | 1. Amateurliga Württemberg         | 3      | 34  | ... | ... | ... | 96  | 51  | +45 | 49  | 1.     |
| 1951/52                              | II. Division Süd                   | 2      | 34  | ... | ... | ... | 35  | 98  | -63 | 14  | 18.    |
| 1952/53                              | 1. Amateurliga Württemberg         | 3      | 30  | ... | ... | ... | 65  | 40  | +25 | 38  | 2.     |
| 1953/54                              | 1. Amateurliga Württemberg         | 3      | 30  | ... | ... | ... | 58  | 45  | +13 | 34  | 5.     |
| 1954/55                              | 1. Amateurliga Württemberg         | 3      | 32  | ... | ... | ... | 47  | 42  | +5  | 33  | 6.     |
| 1955/56                              | 1. Amateurliga Württemberg         | 3      | 30  | ... | ... | ... | 41  | 48  | -7  | 31  | 6.     |
| 1956/57                              | 1. Amateurliga Württemberg         | 3      | 30  | ... | ... | ... | 42  | 63  | -21 | 26  | 12.    |
| 1957/58                              | 1. Amateurliga Württemberg         | 3      | 34  | ... | ... | ... | 45  | 43  | +2  | 33  | 11.    |
| 1958/59                              | 1. Amateurliga Württemberg         | 3      | 32  | ... | ... | ... | 37  | 66  | -29 | 19  | 17.    |
| 1959/60                              | 2. Amateurliga Württemberg – sk. C | 4      | ... | ... | ... | ... | ... | ... | ... | ... | 1.     |
| 1960/61                              | 1. Amateurliga Nordwürttemberg     | 3      | 32  | ... | ... | ... | 45  | 46  | -1  | 30  | 12.    |
| 1961/62                              | 1. Amateurliga Nordwürttemberg     | 3      | 30  | ... | ... | ... | 33  | 71  | -38 | 15  | 15.    |
| 1962/63                              | 2. Amateurliga Württemberg – sk. C | 4      | ... | ... | ... | ... | ... | ... | ... | ... | 1.     |
| 1963/64                              | 1. Amateurliga Nordwürttemberg     | 3      | 32  | ... | ... | ... | 38  | 71  | -33 | 28  | 14.    |
| 1964/65                              | 2. Amateurliga Württemberg – sk. C | 4      | ... | ... | ... | ... | 54  | 36  | +18 | 34  | 5.     |
| 1965/66                              | 2. Amateurliga Württemberg – sk. C | 4      | ... | ... | ... | ... | 77  | 52  | +25 | 44  | 3.     |
| 1966/67                              | 2. Amateurliga Württemberg – sk. C | 4      | ... | ... | ... | ... | 61  | 69  | -8  | 32  | 11.    |
| 1967/68                              | 2. Amateurliga Württemberg – sk. C | 4      | ... | ... | ... | ... | 34  | 54  | -20 | 23  | 14.    |
| 1968/69                              | A-Klasse Kocher-Rems               | 5      | ... | ... | ... | ... | ... | ... | ... | ... | 2.     |
| 1969/70                              | A-Klasse Kocher-Rems               | 5      | ... | ... | ... | ... | ... | ... | ... | ... | 2.     |
| 1970/71                              | A-Klasse Kocher-Rems               | 5      | ... | ... | ... | ... | ... | ... | ... | ... | 1.     |
| 1971/72                              | 2. Amateurliga Württemberg – sk. C | 4      | ... | ... | ... | ... | 84  | 24  | +60 | 51  | 1.     |
| 1972/73                              | 1. Amateurliga Nordwürttemberg     | 3      | 30  | ... | ... | ... | 61  | 29  | +32 | 41  | 2.     |
| 1973/74                              | 1. Amateurliga Nordwürttemberg     | 3      | 32  | ... | ... | ... | 102 | 35  | +67 | 50  | 1.     |
| 1974/75                              | 1. Amateurliga Nordwürttemberg     | 3      | 30  | ... | ... | ... | 63  | 22  | +41 | 48  | 1.     |
| 1975/76                              | 1. Amateurliga Nordwürttemberg     | 3      | 32  | ... | ... | ... | 50  | 42  | +8  | 38  | 3.     |
| 1976/77                              | 1. Amateurliga Nordwürttemberg     | 3      | 30  | ... | ... | ... | 34  | 55  | -21 | 24  | 14.    |
| 1977/78                              | 2. Amateurliga Württemberg – sk. C | 4      | ... | ... | ... | ... | 71  | 51  | +20 | 38  | 4.     |
| 1978/79                              | Landesliga Württemberg – sk. B     | 5      | ... | ... | ... | ... | ... | ... | ... | ... | 1.     |
| 1979/80                              | Verbandsliga Württemberg           | 4      | 38  | ... | ... | ... | 79  | 38  | +41 | 51  | 1.     |
| 1980/81                              | Fußball-Oberliga Baden-Württemberg | 3      | 34  | 9   | 10  | 15  | 50  | 64  | -14 | 28  | 16.    |
| 1981/82                              | Verbandsliga Württemberg           | 4      | 36  | ... | ... | ... | 68  | 46  | +22 | 43  | 6.     |
| 1982/83                              | Verbandsliga Württemberg           | 4      | 36  | ... | ... | ... | 92  | 37  | +55 | 54  | 1.     |
| 1983/84                              | Fußball-Oberliga Baden-Württemberg | 3      | 34  | ... | ... | ... | 64  | 55  | +9  | 38  | 6.     |
| 1984/85                              | Fußball-Oberliga Baden-Württemberg | 3      | 34  | ... | ... | ... | 50  | 39  | +11 | 39  | 6.     |
| 1985/86                              | Fußball-Oberliga Baden-Württemberg | 3      | 36  | 15  | 10  | 11  | 49  | 50  | -1  | 40  | 6.     |
| 1986/87                              | Fußball-Oberliga Baden-Württemberg | 3      | 34  | 8   | 13  | 13  | 35  | 48  | -13 | 29  | 16.    |
| 1987/88                              | Verbandsliga Württemberg           | 4      | 36  | ... | ... | ... | 83  | 53  | +30 | 48  | 2.     |
| 1988/89                              | Fußball-Oberliga Baden-Württemberg | 3      | 34  | ... | ... | ... | 52  | 55  | -3  | 34  | 10.    |
| 1989/90                              | Fußball-Oberliga Baden-Württemberg | 3      | 34  | ... | ... | ... | 33  | 86  | -53 | 19  | 17.    |
| 1990/91                              | Verbandsliga Württemberg           | 4      | 34  | ... | ... | ... | 56  | 43  | +13 | 36  | 7.     |
| 1991/92                              | Verbandsliga Württemberg           | 4      | 34  | ... | ... | ... | 45  | 40  | +5  | 34  | 8.     |
| 1992/93                              | Verbandsliga Württemberg           | 4      | 34  | ... | ... | ... | 50  | 25  | +25 | 44  | 2.     |
| 1993/94                              | Fußball-Oberliga Baden-Württemberg | 3      | 34  | ... | ... | ... | 31  | 44  | -13 | 30  | 11.    |
| 1994/95                              | Fußball-Oberliga Baden-Württemberg | 4      | 32  | 10  | 11  | 11  | 46  | 34  | +12 | 31  | 10.    |
| 1995/96                              | Fußball-Oberliga Baden-Württemberg | 4      | 30  | 15  | 7   | 8   | 42  | 28  | +14 | 52  | 4.     |
| 1996/97                              | Fußball-Oberliga Baden-Württemberg | 4      | 30  | 9   | 11  | 10  | 50  | 43  | +7  | 38  | 10.    |
| 1997/98                              | Fußball-Oberliga Baden-Württemberg | 4      | 30  | 11  | 12  | 7   | 42  | 31  | +11 | 45  | 6.     |
| 1998/99                              | Fußball-Oberliga Baden-Württemberg | 4      | 30  | 17  | 9   | 4   | 51  | 26  | +25 | 60  | 1.     |
| 1999/00                              | Fußball-Regionalliga Süd           | 3      | 34  | 12  | 10  | 12  | 51  | 54  | -3  | 46  | 10.    |
| 2000/01                              | Fußball-Regionalliga Süd           | 3      | 34  | 12  | 13  | 9   | 45  | 37  | +8  | 49  | 7.     |
| 2001/02                              | Fußball-Regionalliga Süd           | 3      | 34  | 17  | 5   | 12  | 67  | 60  | +7  | 56  | 4.     |
| 2002/03                              | Fußball-Regionalliga Süd           | 3      | 36  | 14  | 6   | 16  | 48  | 55  | -7  | 47  | 10.    |
| 2003/04                              | Fußball-Regionalliga Süd           | 3      | 34  | 14  | 9   | 11  | 61  | 63  | -2  | 51  | 6.     |
| 2004/05                              | Fußball-Regionalliga Süd           | 3      | 34  | 12  | 7   | 15  | 41  | 59  | -18 | 43  | 12.    |
| 2005/06                              | Fußball-Regionalliga Süd           | 3      | 34  | 15  | 9   | 10  | 43  | 33  | +10 | 54  | 6.     |
| 2006/07                              | Fußball-Regionalliga Süd           | 3      | 34  | 12  | 13  | 9   | 51  | 46  | +5  | 49  | 6.     |
| 2007/08                              | Fußball-Regionalliga Süd           | 3      | 34  | 16  | 9   | 9   | 64  | 45  | +19 | 57  | 4.     |
| 2008/09                              | 3. Fußball-Liga                    | 3      | 38  | 8   | 15  | 15  | 38  | 60  | -22 | 39  | 19.    |
| 2009/10                              | Fußball-Regionalliga Süd           | 4      | 34  | 22  | 8   | 4   | 51  | 19  | +32 | 74  | 1.     |
| 2010/11                              | 3. Fußball-Liga                    | 3      | 38  | 9   | 14  | 15  | 40  | 52  | -12 | 41  | 16.    |
| 2011/12                              | 3. Fußball-Liga                    | 3      | 38  | 18  | 10  | 10  | 50  | 42  | +8  | 64  | 2.     |
| 2012/13                              | 2. Fußball-Bundesliga              | 2      | 34  | 12  | 10  | 12  | 40  | 39  | +1  | 46  | 9.     |
| 2013/14                              | 2. Fußball-Bundesliga              | 2      | 34  | 11  | 11  | 12  | 36  | 39  | -3  | 44  | 11.    |
| 2014/15                              | 2. Fußball-Bundesliga              | 2      | 34  | 7   | 12  | 15  | 34  | 46  | -12 | 31  | 18.    |
| 2015/16                              | 3. Fußball-Liga                    | 3      | 38  | 10  | 14  | 14  | 35  | 40  | -5  | 44  | 15.    |
| 2016/17                              | 3. Fußball-Liga                    | 3      | 38  | 14  | 15  | 9   | 52  | 36  | +16 | 48  | 11.    |
| 2017/18                              | 3. Fußball-Liga                    | 3      | 38  | 13  | 11  | 14  | 48  | 57  | -9  | 50  | 12.    |
| 2018/19                              | 3. Fußball-Liga                    | 3      | 38  |     |     |     |     |     |     |     |        |

Poznámky
- 2014/15: Svazem odečteny dva body z důvodu nesplnění licenčních podmínek pro účast ve druhé nejvyšší soutěži.
- 2017/18: Svazem odečteno devět bodů z důvodu nesplnění licenčních podmínek pro účast ve třetí nejvyšší soutěži.